# Koati
Koati ali nosati medved (znanstveno ime Nasua nasua) je rakunu podobna žival. Žival po navadi zraste od 43 – 47 cm, rep pa je dolg od 45 – 68 cm. Odrasel osebek na splošno tehta od 2–7,2 kg. Živijo v Srednji in Južni Ameriki. Prepoznamo jih po dolgem, obročkastem repu in gibčnem gobčku s katerim brskajo za hrano.
So vsejedi, na njihovem jedilniku se znajdejo žuželke, jajca, celo kuščarice in ptičji mladiči, pa tudi sadje. Samci koatija so podrejeni samicam.
Njegova barva je zelo spremenljiva in obroči na repu so morda le nekoliko vidni, vendar je njegova najbolj prepoznavna značilnost ta, da nima večinoma belega gobca (ali 'nosa') svojega severnega sorodnika, belonosega coatija.

## Razširjenost in življenjski prostor
Koati je razširjen v tropski in subtropski Južni Ameriki. Pojavlja se v nižinskih gozdovih vzhodno od Andov visoko do 2500 m od Kolumbije in Gvajane južno do Urugvaja in severne Argentine. Razširjenost koatijev je pomembno in negativno povezana z nadmorsko višino, vendar pozitivno povezana z gozdom.
Zabeležen je bil v zahodnem Ekvadorju ter severni in zahodni Kolumbiji. V Argentini je bil zabeležen v provincah Santa Fe in Salta. Vnesen in naturaliziran je bil na otoku Majorka, kjer velja za invazivno vrsto.
Edini dokumentirani zapisi o belonosih koatijih (Nasua narica) v Južni Ameriki so iz skrajnega severozahoda Kolumbije, v regiji zaliva Urabá, blizu kolumbijske meje s Panamo. Manjši gorski koati (Nasuella) živi predvsem na nadmorskih višinah nad koatiji, vendar se precej prekriva.

## Invazivnost
V Evropi je ta vrsta od leta 2016 vključena na seznam invazivnih tujerodnih vrst (seznam Unije). To pomeni, da te vrste ni mogoče uvažati, gojiti, prevažati, tržiti ali namerno izpuščati v okolje v celotni Evropski uniji.

## Vedenje
Koatiji so dnevne živali in živijo tako na tleh kot na drevesih. So vsejedi, jedo pa predvsem sadje, nevretenčarje, druge male živali in ptičja jajca. Prav tako iščejo sadje na drevesih visoko v krošnjah in z gobcem rinejo skozi špranje, da bi našli živalski plen na tleh. Poleg tega iščejo živalski plen tudi tako, da prevračajo kamenje ali s kremplji trgajo hlode. Ugotovljeno je bilo, da je koati gostitelj acantocephalan, črevesnega parazitskega črva Pachysentis lauroi.
Samice običajno živijo v velikih skupinah, ki jih sestavlja od 15 do 30 živali. Samci so običajno samotarji.] Samotarski samci so prvotno veljali za ločeno vrsto zaradi različnih družbenih navad in so jih imenovali coatimundis, izraz, ki se včasih uporablja še danes. Niti skupine samic niti samci ne branijo edinstvenega ozemlja, zato se ozemlja prekrivajo.
Člani skupine lahko tiho cvilijo, vendar so alarmni klici različni, sestavljeni iz glasnih zavijanj in klikov. Koatiji običajno spijo na drevesih. Ko se oglasi alarm, splezajo na drevesa, nato pa se spustijo na tla in se razidejo. Plenilci koatijev so lisice, jaguar, jaguarundi in občasno človek.

## Razmnoževanje
Vse samice v skupini pridejo na toplo hkrati, ko je sezona sadja, in se parijo z več samci. Obdobje brejosti je od 74 do 77 dni. Obdobje estrusa traja 1–2 tedna. Samice v ujetništvu skotijo 1–7 mladičev naenkrat. V divjini zapustijo skupino, da se kotijo v gnezdu, zgrajenem na drevesih, in se ponovno pridružijo skupini s svojimi potomci 5–6 tednov kasneje. Običajno ostanejo v svoji natalni skupini. Samci se običajno razidejo iz svoje natalne skupine pri starosti treh let. Koatiji običajno živijo do 7 let v naravi,  v ujetništvu lahko živijo do 14 let.

## Taksonomija
Viverra nasua je bilo znanstveno ime, ki ga je leta 1766 predlagal Carl Linnaeus za vzorec rdečega coatija. Podrejen je bil rodu Nasua. Od leta 2005 je bilo priznanih 13 podvrst:
- N. n. nasua Linnaeus, 1766
- N. n. spadicea Olfers, 1818
- N. n. solitaria Schinz, 1823
- N. n. vittata Tschudi, 1844
- N. n. montana Tschudi, 1844
- N. n. dorsalis Gray, 1866
- N. n. molaris Merriam, 1902
- N. n. manium Thomas, 1912
- N. n. candace Thomas, 1912
- N. n. quichua Thomas, 1912
- N. n. cinerascens Lönnberg, 1921
- N. n. aricana Vieira, 1945
- N. n. boliviensis Cabrera, 1956